# اراندن
اراندن (به انگلیسی: Arrunden) یک روستا در بریتانیا است که در Holme Valley واقع شده‌است.